# Volcán Nacimientos del Cazadero
El volcán Nacimientos del Cazadero, mal llamado cerro Bayo (o volcán Bayo) catamarqueño (a raíz de un error en las cartas topográficas del Instituto Geográfico Militar de Argentina), es un estratovolcán ubicado en la cordillera Frontal de los Andes, dentro de la provincia argentina de Catamarca aunque a solo unos 25 kilómetros del límite con la región chilena de Atacama.
Se trata de uno de los volcanes más elevados de la Tierra. Su cumbre, siempre cubierta de hielos, alcanza los 6.436 m s. n. m.
Se halla al sudeste de otro gran complejo volcánico de múltiples cumbres (cráteres) denominado Tipas/Walther Penck, sin embargo son de composiciones geológicas diferentes e independientes.
El Nacimientos del Cazadero se ubica en el oeste de la provincia de Catamarca, íntegramente dentro del departamento de Tinogasta y siendo las coordenadas de su cumbre principal (posee al menos 9 cumbres diferenciables): 27°16′51″S 68°31′29″O / -27.28083, -68.52472 (S 27,28090 W 68,52488), Se encuentra, por lo tanto a 50,4 km al SSO del paso de San Francisco (internacional) y al noreste de la laguna Tres Quebradas (porción norte de la Salina de la Laguna Verde).
Por el faldeo oriental del volcán Nacimientos del Cazadero nace y discurre primero hacia el norte, luego al este, el río Cazadero (de allí el nombre del volcán) hasta desembocar en el río Guachín más conocido como Chaschuil.
Sobre la margen izquierda de ese río Cazadero se encuentra el antiquísimo, pequeño (y abandonado) poblado de La Tambería.